# دون هيك
دون هيك (بالإنجليزية: Don Heck)‏ مواليد 2 يناير 1929 في كوينز، نيويورك، الولايات المتحدة - الوفاة 23 فبراير 1995، هو فنان قصص مصورة أمريكي. مشهور بأنه الصانع المشارك لشخصية مارفل كومكس «الرجل الحديدي» بالإضافة إلى شخصيات أخرى.

## روابط خارجية
- دون هيك على موقع IMDb (الإنجليزية)
- دون هيك على موقع الموسوعة البريطانية (الإنجليزية)
- دون هيك على موقع ألو سيني (الفرنسية)
- دون هيك على موقع قاعدة بيانات الأفلام السويدية (السويدية)
- دون هيك على موقع قاعدة بيانات الفيلم (الإنجليزية)
- دون هيك على موقع كينوبويسك (الروسية)